# François II d'Este
François II d'Este ou François II de Modène (en italien : Francesco II d'Este), né le 2 janvier 1660 à Modène et mort le 6 septembre 1694 à Sassuolo, est un prince italien du XVIIe siècle, qui fut duc de Modène et Reggio de 1662 à 1694.

## Biographie
Né en 1660, François est le fils d'Alphonse IV de Modène et de Laure Martinozzi, une nièce du cardinal Mazarin. 
Devenu souverain du duché de Modène et Reggio à l'âge de deux ans, la régence est assurée jusqu'en 1674 par sa mère, assistée des conseils de son confesseur jésuite, le père Garimberti. 
En 1672, sa sœur Marie est promise à Jacques, duc d'York, frère du roi d'Angleterre et héritier présomptif du trône. Cette union des plus brillantes pour le petit duché italien et pour cette princesse de rang secondaire est encouragée par la France de Louis XIV, allié et proche parent des Stuart. La différence d'âge et de rang entre les futurs mariés passe au second plan : ce mariage répond à des problèmes dynastiques et politiques pressants, le roi Charles II n'ayant pas de descendant légitime, et les deux filles du duc d'York étant protestantes, alors que le roi et son frère souhaitent faire revenir l'Angleterre dans le giron de l'Église romaine. 
La régente accompagne sa fille en Angleterre, et François, alors âgé de quatorze ans, prend les rênes du duché. Influencé par son ambitieux cousin le prince César-Ignace d'Este, il écarte sa mère du pouvoir, et la laisse se retirer dans un couvent de Rome, où elle mourra en 1687. 

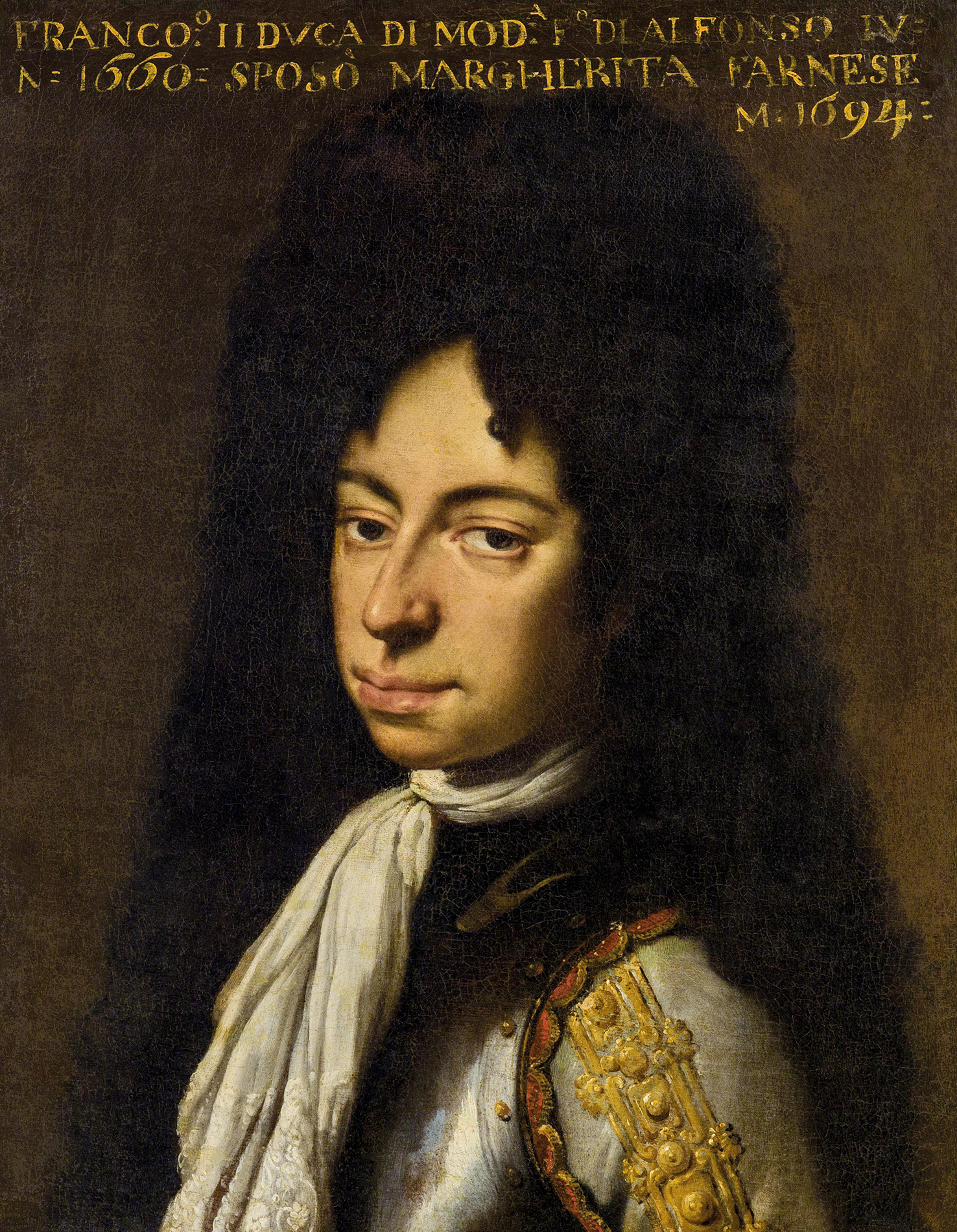
Portrait du duc François II de Modène.

La fin de l'année 1688 voit la chute de son beau-frère et de sa sœur du trône d'Angleterre. Le couple se réfugie en France, et dès lors les exigences de leur protecteur Louis XIV vis-à-vis du duché italien se font plus pressantes. Une alliance franco-modénaise est proposée au jeune François II, à travers un possible mariage à la princesse Béatrice Hiéronyme de Lorraine, fille aînée du prince de Lillebonne. Mais le projet ne se concrétise pas, et le duc épouse finalement en 1692 Marguerite-Marie Farnèse, fille du duc de Parme, dont il n'aura pas d'enfant. 
En 1694, sa mauvaise santé (il souffrait de goutte et de polyarthrite) déclina rapidement et le duc mourut prématurément au palais de Sassuolo, à seulement 34 ans, avec à son chevet son fidèle cousin César-Ignace et son successeur, alors cardinal, Renaud d'Este. 
Le duc François II laisse l'image d'un prince amateur d'art : ayant appris dans sa jeunesse à jouer du violon, il fait réinstaurer un orchestre de cour dès 1671, au sein duquel était employé par le compositeur Giovanni Maria Bononcini. Mécène averti, le compositeur Arcangelo Corelli lui dédia des sonates en 1689 (Op. 3 trio sonatas). Son importante bibliothèque permit également la création de la Biblioteca Estense de Modène.